# 小笠原就長
小笠原 就長（おがさわら なりなが）は、江戸時代の武士。毛利氏家臣で長州藩士。父は小笠原長親。

## 生涯
慶長7年（1602年）、石見小笠原氏当主・小笠原長親の長男として生まれる。石見小笠原氏は、慶長5年（1600年）の関ヶ原の戦い後の毛利氏減封の際に毛利氏から離れて坂崎直盛の元に身を寄せていたが、元和2年（1616年）に坂崎氏の津和野藩は改易されたため、毛利氏へと帰参した。
就長は毛利秀就の加冠を受けて元服。秀就から「就」の偏諱を与えられ、秀就に側近として仕えた。寛永19年（1642年）1月1日、秀就から「弥右衛門尉」の官途名を与えられた。
就長が秀就に仕えて後も、就長の弟の長之は毛利家に仕官していなかったが、父・長親の御養扶持を長之に与えるよう申し出て許可された。その後、就長の知行と長之の知行の交換を申し出て許可されている。
また、毛利綱広が幼年のころから綱広付きの家臣となって二度の加増を受け、最終的に200石を知行した。元禄4年（1691年）4月11日、90歳で死去。後を子の長慶が継いだ。